# 1732 en architecture
| Années de l'architecture : 1729 - 1730 - 1731 - 1732 - 1733 - 1734 - 1735    |
| Décennies de l'architecture : 1700 - 1710 - 1720 - 1730 - 1740 - 1750 - 1760 |

Cet article présente les faits marquants de l'année 1732 en architecture.

## Réalisations
- Construction de l’église baroque des Clerigos à Porto par l’italien Nicolau Nasoni (fin en 1750).
- Construction par Jean-Sylvain Cartaud de l'hôtel de Janvry, no 47 rue de Varenne, Paris (7e arrondissement), pour Gérard Heusch de Janvry, secrétaire du roi.

## Événements
- James Gibbs publie Rules of Drawing the several Parts of Architecture à Londres.

## Récompenses
- Prix de Rome : Jean-Laurent Legeay.

## Naissances
- 15 décembre : Carl Gotthard Langhans († 1er octobre 1808).
- Guillaume-Martin Couture (†1799).

## Décès
- x